# Мусин-Пушкин, Владимир Владимирович
Граф Влади́мир Влади́мирович Му́син-Пу́шкин (8 (20) февраля 1870 — 12 октября 1923) — русский общественный деятель и политик, член IV Государственной думы от Московской губернии. Товарищ Главноуправляющего землеустройством и земледелием.

## Биография
Родился 8 (20) февраля 1870 года в Москве. Происходил из старинного дворянского рода Московской губернии. Был землевладельцем Рузского уезда (родовое имение в 213 десятин и приобретённое имение в 260 десятин). Родители: граф Владимир Иванович Мусин-Пушкин (1830—1886) и Варвара Алексеевна, урожд. Шереметева (1832—1885) — дочь декабриста Алексея Васильевича Шереметева. После смерти родителей воспитывался в семье тётки Н. А. Шереметевой, урождённой Столыпиной. В своих воспоминаниях «Золотой век русской семьи» он писал:

После смерти своего мужа и моих родителей она взяла меня к себе, и за 9 лет, проведённых в её доме, я многим обязан её памяти
Окончил Поливановскую гимназию (1889) и юридический факультет Московского университета с дипломом 1-й степени (1893). Воинскую повинность отбывал рядовым 3-го эскадрона Кавалергардского полка, в 1894 году вышел в запас в чине прапорщика.
В 1895—1896 годах состоял кандидатом к земским начальникам при Рузском уездном съезде. Избирался предводителем дворянства Богородского (1896—1908) и Рузского (1908—1914) уездов, гласным Московского губернского земского собрания, состоял председателем экономического совета Московского губернского земства. С 1899 года состоял товарищем управляющего, а с 1901 — управляющим Дворянским земельным и Крестьянским поземельным банками. В 1905—1908 годах служил чиновником особых поручений Министерства финансов.
Был пожалован придворными званиями камер-юнкера (1895), «в должности церемониймейстера» (1899) и «в должности егермейстера» (1907), чинами церемониймейстера (1900) и действительного статского советника (1913).
В 1912 году был избран членом Государственной думы от Московской губернии. Входил во фракцию центра, был товарищем председателя фракции. Состоял докладчиком и председателем сельскохозяйственной комиссии, а также членом комиссий: по делам православной церкви, по местному самоуправлению, о праздновании 300-летия дома Романовых и распорядительной.
26 июля 1914 года выступал на заседании Думы, созванном после объявления Первой мировой войны, от имени фракции центра заявил:

— Г.г. члены Гос. Думы, избранники земли русской, братья. Бывают минуты в жизни народной, когда все мысли, все чувство, весь порыв народный должен выразиться в одном кличе. Пусть будет этот клич: Бог, Царь, народ и наша победа над врагом. (Аплодисменты).

С 30 октября 1914 года находился в действующей армии, служил прапорщиком 11-го гусарского Изюмского полка. Позднее был уволен от службы для возвращения к думской деятельности. 8 февраля 1915 года сложил полномочия члена ГД в связи с назначением товарищем Главноуправляющего землеустройством и земледелием А. В. Кривошеина. Занимал должность до 25 сентября того же года, после чего состоял причисленным к ГУЗиЗ.
После Октябрьской революции участвовал в Белом движении, служил в Добровольческой армии и ВСЮР. В рядах Добровольческой армии служили также и трое его сыновей, младший из которых был убит в 1920 году. Осенью 1920 эвакуирован в Константинополь.
В эмиграции в Югославии. Состоял товарищем председателя местного Русского парламентского комитета, 2-м товарищем председателя Русского совета при бароне Врангеле, а также товарищем председателя Союза спасения Родины. Умер в 1923 году в Панчеве.

## Семья
Жена (с 1894 года) — графиня Мария Илларионовна Воронцова-Дашкова (06.09.1871, Мерано—1927), крестница императрицы Марии Фёдоровны, фрейлина двора, дочь Кавказского наместника графа Иллариона Ивановича Воронцова-Дашкова и его супруги Елизаветы Андреевны. Во время первой мировой войны была сестрой милосердия. В эмиграции жила в Париже, где состояла членом Сестричества при Свято-Александро-Невском соборе. Похоронена на кладбище Батиньоль в Париже, позже её прах был перезахоронен на кладбище Сент-Женевьев-де-Буа. В браке родились:
- Роман (1895 — 27.11.1971, кладбище Руквуд Сидней), в Первую мировую войну — вольноопределяющийся Кавалергардского полка, участник похода в Восточную Пруссию, кавалер Георгиевского креста, поручик. В Гражданскую войну служил в Кавалергардском дивизионе, штабс-ротмистр (1920). В эмиграции в Югославии, Франции, затем в Австралии. Женат на графине Ирине Дмитриевне Толстой (1897—1940), дочери графа Д. И. Толстого.
- Варвара (1897—1976) — с 1925 года супруга Николая Михайловича Котляревского (1890—1966).
- Владимир (22.01.1898—1973), в Первую мировую войну — вольноопределяющийся Кавалергардского полка, участник Гражданской войны в рядах Добровольческой армии, служил в Сводно-гвардейском эскадроне, поручик. Ранен под Благодатным (1919) и в боях за Перекоп (3 апреля 1920). В эмиграции во Франции. Женат на графине Вере Петровне Стенбок (1901—1995).
- Илларион (12.08.1902[4]—1920), портупей-юнкер Константиновского военного училища, участник Гражданской войны, погиб в бою на Перекопском перешейке.
- Елизавета (19.09.1904[5]—1979) — с 1926 года супруга светлейшего князя Владимира Дмитриевича Голицына (1902—1990), сына Д. Б. Голицына.

## Награды
- Орден Святого Владимира 4-й ст. (1903) с мечами и бантом (1915);
- Орден Святой Анны 2-й ст. (1909).
- Медаль «В память коронации императора Александра III» (1883);
- Медаль «В память 100-летия Отечественной войны 1812 г.»;
- Медаль «В память 300-летия царствования дома Романовых»;
- Знак отличия «за труды по землеустройству».

Иностранные:
- французский орден Почётного легиона, офицерский крест.